# Знаменський монастир (Москва)
Знаменський монастир що на Старому Государевому дворі - колишній чоловічий монастир в Москві. Заснований в 1629-1631 роках. Освячений в ім'я  ікони Божої Матері «Знамення». Після 1923 року монастир був закритий. До нашого часу зберігся Знаменський собор монастиря. Будинки монастиря знаходяться за адресою: вулиця Варварка, б. 8-10. 

## Історія
Місцевість на вулиці Варварка, де знаходиться монастир, в XVI столітті належала боярам Романовим. Там розташовувався боярський двір і домова церква, освячена в ім'я ікони Знамення Божої Матері. Після вступу на престол царя
Михайла І палати на Варварці стали називати Старим Государевим двором. Припускають, що раніше двір міг належати
Ховріним з міста Судак і перейшов Микиті Захарьїну-Юрьєву (дідові царя Михайла Романова) після його одруження з представницею роду Ховріних. До складу двору входили три кам'яних будови і домова церква Знамення.
Існує дві версії заснування монастиря. Згідно з однієї з них, монастир був заснований в 1631 році в пам'ять кончини черниці Марти, матері царя Михайла Федоровича. За іншою версією, монастир заснували в 1629 році на честь народження спадкоємця престолу. У монастир була принесена родова ікона Романових.
Монастир сильно постраждав під час пожежі 1668 року, але незабаром був відновлений. У 1679-1684 роках на кошти боярина Івана Милославського був побудований новий собор. Архітектори собору - Федір Григор'єв і Григорій Анісімов. П'ятиглавий храм був побудований в російських традиціях і мав два яруси. Верхній холодний храм був освячений на честь ікони «Знамення». Нижній теплий храм був спочатку освячений в ім'я Афанасія Афонського (пізніше нижній храм освятили заново в ім'я
Сергія Радонезького, а його приділ — в честь Миколи Чудотворця). Згорілі палати були відбудовані заново. Там зберігалися документи та реліквії монастиря .
У XVIII столітті монастир поступово став занепадати. Після секуляризації 1764 року землі монастиря перейшли в казну, а сам він був віднесений до 3-го класу . В кінці XVIII століття почався новий розквіт монастиря. Собор був розписаний, його стіни прикрасила ліпнина. Була побудована нова дзвіниця, яка стала головним входом в собор.

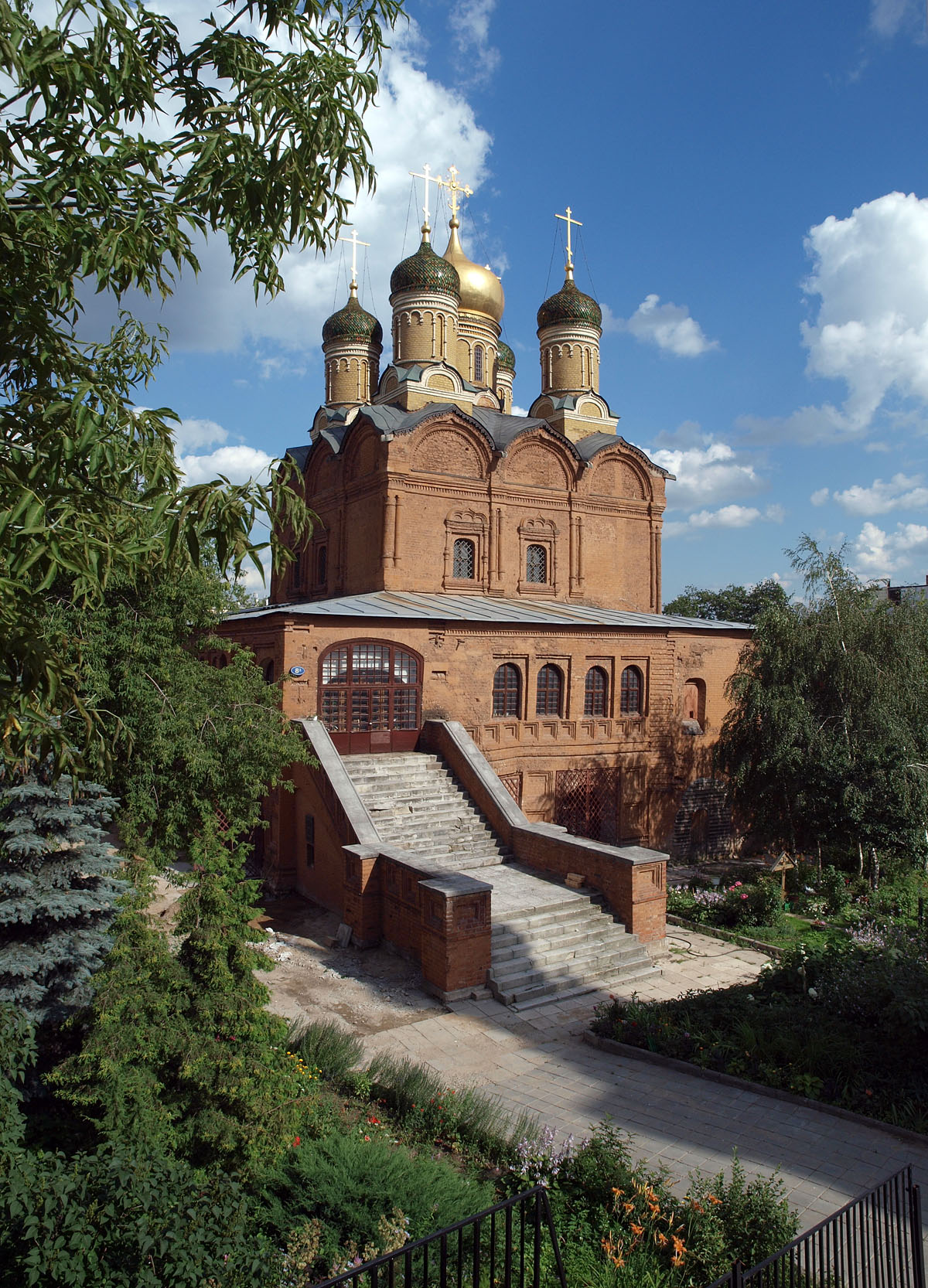
Знаменський собор

Під час Франко-російської війни 1812 року наполеонівські солдати розграбували монастир. Однак будівля собору тоді не постраждала. У нижньому храмі під час окупації навіть було дозволено проводити богослужіння. Після війни почалися відновлювальні роботи, які здійснювалися архітектором Дмитром Борисовим, за його ж проекту побудована нова дзвіниця; в 1827 році монастир був знову відкритий .
У 1856 році під час візиту в Москву
Олександр II звернув увагу на жалюгідний стан пологових палат бояр Романових. Імператор наказав відновити палати в первозданному вигляді і влаштувати в них музей «Будинок бояр Романових». Роботами по реставрації пам'ятника і організації музею зайнялися директор Збройової палати Олександр Вельтман, архітектор Федір Ріхтер, історики Іван Снєгірьов, Олексій Мартинов і геральдист  Бернгард Кене. У серпні 1859 року відбулося урочисте відкриття музею
.
У 1907 році в Знаменському монастирі проживали архімандрит, дев'ятеро ченців, 12 послушників
. До 300-річчя дому Романових собор був відреставрований. У 1910 році в верхньому храмі був влаштований вівтар в ім'я преподобного Михайла Малеїна.
Після 1923 року монастир був закритий. Його будівлі і собор були пристосовані під житло. До початку 1960-х років будівля подвір'я і стайні були знесені, а споруди що залишилися знаходилися в аварійному стані. Але в зв'язку з будівництвом у Зарядьї готелю «Росія» в 1963-1972 роках були проведені роботи по реставрації собору. Потім будівлю собору передали Будинку пропаганди Всеросійського товариства охорони пам'яток історії та культури. Там розмістилися лекційні та концертний зали.У 1980-х роках була проведена ще одна реставрація.
З 1992 року в Знаменському соборі відновлені богослужіння
. Собор і палати є частиною музею «Палати Романових» - філії  Державного історичного музею. В ігуменских келіях знаходиться правління Всеросійського товариства охорони пам'яток історії та культури.

## Споруди
Нині на території Знаменського монастиря розташовані:
- Знаменський собор
- Келійний корпус з дзвіницею. Побудований в 1784-1798 роках. У центрі будівлі розташована дзвіниця, а з двох боків до нього примикали корпуси келій (зараз залишився лише північний). На першому поверсі, під дзвіницею, розташовувалися Святі ворота монастиря.
- Братський корпус.
- Палати бояр Романових
- Службовий корпус

## Настоятелі
- Іосиф (червень 1702-1708)
- Олексій (Тітов) (1708 -?)
- Кипріян (Скріпіцин) (10 січня 1732-1733 )
- Серапіон (Александровський) (27 січня 1776 - 16 лютий 1779)
- Інокентій (Смирнов) (1810-1812)
- Неофіт (Докучаєв-Платонов) (12 серпня 1814 - 25 вересень 1816)
- Аполлос (Олексіївський) (18 грудня 1816 - 20 грудень 1817)
- Євлампій (П'ятницький) (28 березня 1830-1831)
- Ігнатій (Різдвяний) (7 серпня 1859-1863)
- Кирило (Орлов) (1872-1880)
- Макарій (Троїцький) (25 лютого 1881-1882)
- Товій (Цимбал) (поч. 1903 - 6 березня 1904)
- Афанасій (Самбікін) (22 квітня 1904 - лютий 1908)
- Модест (Нікітін) (лютий 1908-1913)
- Митрофан (Гриньов) (20 серпня - 1 листопада 1920)